# El Tulillo, delstaten Mexiko
El Tulillo är en ort i Mexiko, tillhörande kommunen Almoloya de Juárez i den västra delen av delstaten Mexiko, i den centrala delen av landet. Orten hade 232 invånare vid folkräkningen 2010.